# 华天酒店

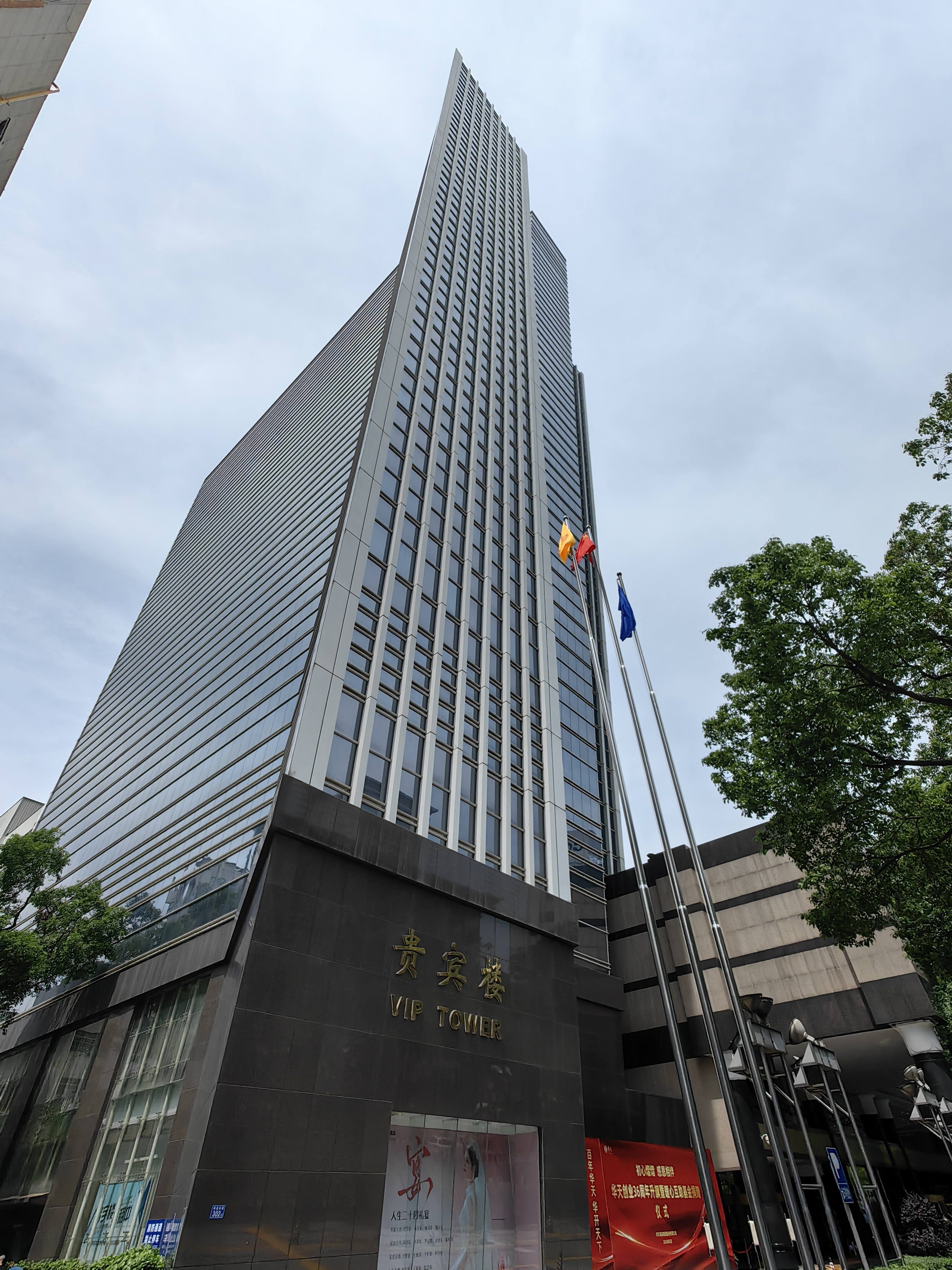
长沙华天大酒店

华天酒店集团股份有限公司 （深交所：000428，简称华天酒店）是中国深圳证券交易所的一家上市公司，主营业务范围为社会服务业。华天酒店办公地点位于湖南省长沙市。
华天酒店前身为“湖南省军区第二招待所”。1985年11月6日，正式更名为“华天大酒店”。1995年，由华天实业控股集团有限公司独家发起，华天大酒店重组成立湖南华天大酒店股份有限公司。1996年8月8日于深圳证券交易所上市交易。2010年6月28日，湖南华天大酒店股份有限公司更名为华天酒店集团股份有限公司。
2011年，该公司主营业务收入为1565024277.58元，公司净利润为117861652.17元，公司总资产为5516862015.88元。